# 坎波德拉克魯斯
坎波德拉克魯斯是哥倫比亞的城鎮，位於該國北部，由大西洋省負責管轄，始建於1634年，面積105平方公里，海拔高度7米，受熱帶氣候影響，2005年人口18,354。

## 外部連結
- （西班牙文） Campo de la Cruz official website
- （西班牙文） Gobernacion del Atlantico - Campo de la Cruz

10°23′N 74°53′W / 10.383°N 74.883°W